# Eerste Klasse (Frauen)
Die Eerste Klasse war die höchste Spielklasse im belgischen Frauenfußball. Sie wurde zur Saison 2012/13 durch eine gemeinsame Liga mit den Niederlanden, der BeNe League, abgelöst.

## Modus
Die Eerste Klasse bestand aus 14 Mannschaften. Im Verlauf einer Saison traf jede Mannschaft zweimal auf jede andere Mannschaft. Der Meister qualifizierte sich für die UEFA Women’s Champions League. Der Tabellenletzte stieg direkt in die Tweede Klasse ab, während der Vorletzte eine Relegation gegen den Vizemeister der Tweede Klasse absolvieren musste.

## Meister
- 1971/72 Astrio Begijnendijk
- 1972/73 Astrio Begijnendijk
- 1973/74 St.Nicolas F.C. Lüttich
- 1974/75 Astrio Begijnendijk
- 1975/76 Standard Lüttich
- 1976/77 Standard Lüttich
- 1977/78 Standard Lüttich
- 1978/79 Herk Sport
- 1979/80 Sefa Dames Herentals
- 1980/81 Cercle Brügge
- 1981/82 Standard Lüttich
- 1982/83 RWD Herentals
- 1983/84 Standard Lüttich
- 1984/85 Standard Lüttich
- 1985/86 Standard Lüttich
- 1986/87 Brüssel D. 71
- 1987/88 RWD Herentals
- 1988/89 Herk Sport
- 1989/90 Standard Lüttich
- 1990/91 Standard Lüttich
- 1991/92 Standard Lüttich
- 1992/93 Herk Sport
- 1993/94 Standard Lüttich
- 1994/95 RSC Anderlecht
- 1995/96 Eendracht Aalst
- 1996/97 RSC Anderlecht
- 1997/98 RSC Anderlecht
- 1998/99 Eendracht Aalst
- 1999/00 Eendracht Aalst
- 2000/01 Eendracht Aalst
- 2001/02 Eendracht Aalst
- 2002/03 SK Lebeke-Aalst
- 2003/04 KFC Rapide Wezemaal
- 2004/05 KFC Rapide Wezemaal
- 2005/06 KFC Rapide Wezemaal
- 2006/07 KFC Rapide Wezemaal
- 2007/08 KVK Tienen
- 2008/09 Standard Lüttich
- 2009/10 VV St. Truiden
- 2010/11 Standard Lüttich
- 2011/12 Standard Lüttich

## Rekordmeister
- 14 Titel: Standard Lüttich
- 5 Titel: Eendracht Aalst
- 5 Titel: KFC Rapide Wezemaal / VV St. Truiden
- 3 Titel: Astrio Begijnendijk
- 3 Titel: RSC Anderlecht
- 3 Titel: Herk Sport
- 2 Titel: RWD Herentals
- 1 Titel: Brüssel D. 71
- 1 Titel: Cercle Brügge
- 1 Titel: SK Lebeke-Aalst
- 1 Titel: St. Nicolas FC Lüttich
- 1 Titel: Sefa Dames Herentals
- 1 Titel: KVK Tienen